# Koompassia grandiflora
Koompassia grandiflora là một loài cây gỗ thuộc họ Fabaceae.
Loài này có ở Indonesia và Papua New Guinea. Môi trường sống của loài này là các rừng mưa nguyên sinh, tại các chân đồi bình nguyên duyên hải hay các đồi đá thấp. Loài này hiện đang bị đe dọa vì mất môi trường sống.